# Нехаевский сельсовет (Курская область)
Неха́евский сельсовет — муниципальное образование со статусом сельского поселения в Рыльском районе Курской области.
Административный центр — село Нехаевка.

## История
Статус и границы сельсовета установлены Законом Курской области от 21 октября 2004 года № 48-ЗКО «О муниципальных образованиях Курской области».

## Население
| 2002 | 2010 | 2012 | 2013 | 2014 | 2015 | 2016 |
| ---- | ---- | ---- | ---- | ---- | ---- | ---- |
| 932  | ↘644 | ↘609 | ↘578 | ↘563 | ↘558 | ↘544 |
| 2017 | 2018 | 2019 | 2020 | 2021 |      |      |
| ↗548 | ↘533 | ↘518 | ↘516 | ↗560 |      |      |

## Состав сельского поселения
| № | Населённый пункт | Тип населённого пункта       | Население |
| - | ---------------- | ---------------------------- | --------- |
| 1 | Бегоща           | село                         | ↘218      |
| 2 | Нехаевка         | село, административный центр | ↘328      |
| 3 | Новая Николаевка | деревня                      | ↘98       |